# Primera División 2017 (Cile)
L'edizione 2017 della Primera División è stata l'87ª edizione del massimo torneo calcistico cileno. Si è svolto nell'arco dell'intero anno solare con la formula dei tornei di Transición.

## Squadre partecipanti
| Club                 | Città                   | Stadio                             |
| -------------------- | ----------------------- | ---------------------------------- |
| Audax Italiano       | La Florida, Santiago    | Estadio Bicentenario de La Florida |
| Colo-Colo            | Macul, Santiago         | Estadio Monumental David Arellano  |
| Curicó Unido         | Curicó                  | Estadio La Granja                  |
| Dep. Antofagasta     | Antofagasta             | Estadio Regional de Antofagasta    |
| Dep. Iquique         | Iquique                 | Estadio Municipal de Cavancha      |
| Deportes Temuco      | Temuco                  | Estadio Germán Becker              |
| Everton              | Viña del Mar            | Estadio Sausalito                  |
| Huachipato           | Talcahuano              | Estadio CAP                        |
| O'Higgins            | Rancagua                | Estadio El Teniente                |
| Palestino            | La Cisterna, Santiago   | Estadio Municipal de La Cisterna   |
| San Luis de Quillota | Quillota                | Estadio Lucio Fariña Fernández     |
| Santiago Wanderers   | Valparaíso              | Estadio Elías Figueroa Brander     |
| Unión Española       | Independencia, Santiago | Estadio Santa Laura                |
| Universidad Católica | Las Condes, Santiago    | Estadio San Carlos de Apoquindo    |
| Universidad de Chile | Ñuñoa, Santiago         | Estadio Nacional de Chile          |
| Univ. de Concepción  | Concepción              | Estadio Municipal de Concepción    |

## Torneo Transición
Il torneo di Transición 2017 è iniziato il 25 luglio 2017 ed è terminato il 10 dicembre.

### Classifica
|  | Pos. | Squadra              | Pt | G  | V | N | P | GF | GS | DR |
|  | ---- | -------------------- | -- | -- | - | - | - | -- | -- | -- |
|  | 1.   | Colo-Colo            | 21 | 10 | 6 | 3 | 1 | 14 | 6  | +8 |
|  | 2.   | Unión Española       | 21 | 10 | 6 | 3 | 1 | 7  | 4  | +3 |
|  | 3.   | Dep. Antofagasta     | 19 | 10 | 5 | 4 | 1 | 9  | 4  | +5 |
|  | 4.   | Universidad de Chile | 18 | 10 | 5 | 3 | 2 | 15 | 14 | +1 |
|  | 5.   | Everton              | 17 | 10 | 4 | 5 | 1 | 17 | 12 | +5 |
|  | 6.   | Audax Italiano       | 17 | 10 | 5 | 2 | 3 | 17 | 15 | +2 |
|  | 7.   | Univ. de Concepción  | 14 | 10 | 3 | 5 | 2 | 12 | 8  | +4 |
|  | 8.   | Deportes Temuco      | 13 | 10 | 3 | 4 | 3 | 10 | 9  | +1 |
|  | 9.   | Huachipato           | 13 | 10 | 4 | 1 | 9 | 9  | 10 | -1 |
|  | 10.  | San Luis de Quillota | 13 | 10 | 4 | 1 | 5 | 11 | 16 | -5 |
|  | 11.  | Universidad Católica | 10 | 10 | 2 | 4 | 4 | 8  | 10 | -2 |
|  | 12.  | Curicó Unido         | 9  | 10 | 2 | 3 | 5 | 6  | 9  | -3 |
|  | 13.  | Santiago Wanderers   | 9  | 10 | 1 | 6 | 3 | 10 | 13 | -3 |
|  | 14.  | Palestino            | 8  | 10 | 2 | 2 | 6 | 15 | 18 | -3 |
|  | 15.  | Dep. Iquique         | 6  | 10 | 1 | 3 | 6 | 4  | 12 | -8 |
|  | 16.  | O'Higgins            | 6  | 10 | 1 | 3 | 6 | 10 | 19 | -9 |

|  | Campione. Qualificata alla Coppa Libertadores 2018 |
|  | Qualificata per Duelo de Subcampeones              |
|  | Qualificata per la Coppa Sudamericana 2018         |
|  | Qualificata per la Coppa Sudamericana 2018         |

### Marcatori
| Gol |  |  | Giocatore           | Squadra              |
| --- |  |  | ------------------- | -------------------- |
| 7   |  |  | Bryan Carrasco      | Audax Italiano       |
| 6   |  |  | Roberto Gutiérrez   | Palestino            |
| 5   |  |  | Juan Cuevas         | Everton              |
| 5   |  |  | Mauricio Pinilla    | Universidad de Chile |
| 5   |  |  | Hugo Droguett       | Univ. de Concepción  |
| 4   |  |  | Patricio Rubio      | Everton              |
| 3   |  |  | Óscar Opazo         | Colo-Colo            |
| 3   |  |  | Esteban Paredes     | Colo-Colo            |
| 3   |  |  | Mauro Caballero     | San Luis de Quillota |
| 2   |  |  | Joe Abrigo          | Audax Italiano       |
| 2   |  |  | Sergio Santos       | Audax Italiano       |
| 2   |  |  | Jaime Valdés        | Colo-Colo            |
| 2   |  |  | Jorge Valdivia      | Colo-Colo            |
| 2   |  |  | Nelson Rebolledo    | Curicó Unido         |
| 2   |  |  | Bryan Carvallo      | Dep. Antofagasta     |
| 2   |  |  | Flavio Ciampichetti | Dep. Antofagasta     |
| 2   |  |  | Matías Donoso       | Deportes Temuco      |
| 2   |  |  | Rubén Farfán        | Deportes Temuco      |
| 2   |  |  | Iván Ochoa          | Everton              |
| 2   |  |  | Valber Huerta       | Huachipato           |
| 2   |  |  | Jorge Ortega        | Huachipato           |
| 2   |  |  | Pablo Calandria     | O'Higgins            |
| 2   |  |  | Matías Sepúlveda    | O'Higgins            |
| 2   |  |  | Jean Paul Pineda    | Santiago Wanderers   |
| 2   |  |  | Diego Buonanotte    | Universidad Católica |
| 2   |  |  | Gustavo Lorenzetti  | Universidad de Chile |
| 2   |  |  | David Pizarro       | Universidad de Chile |
| 2   |  |  | Fernando Manríquez  | Univ. de Concepción  |

## Tabella media
| Pos. | Club                 | Media | 2016-17 | 2017 | Totale | Giocate |
| ---- | -------------------- | ----- | ------- | ---- | ------ | ------- |
| 1.   | Colo-Colo            | 1,763 | 52      | 15   | 67     | 38      |
| 2.   | Unión Española       | 1,763 | 49      | 18   | 67     | 38      |
| 3.   | Universidad de Chile | 1,657 | 51      | 12   | 63     | 38      |
| 4.   | Universidad Católica | 1,605 | 54      | 7    | 61     | 38      |
| 5.   | Dep. Iquique         | 1,474 | 50      | 6    | 56     | 38      |
| 6.   | Dep. Antofagasta     | 1,395 | 37      | 16   | 53     | 38      |
| 7.   | O'Higgins            | 1,395 | 48      | 5    | 53     | 38      |
| 8.   | Everton              | 1,342 | 36      | 15   | 51     | 38      |
| 9.   | Audax Italiano       | 1,342 | 37      | 14   | 51     | 38      |
| 10.  | San Luis de Quillota | 1,342 | 39      | 12   | 51     | 38      |
| 11.  | Univ. de Concepción  | 1,263 | 38      | 10   | 48     | 38      |
| 12.  | Deportes Temuco      | 1,237 | 38      | 9    | 47     | 38      |
| 13.  | Huachipato           | 1,211 | 36      | 10   | 46     | 38      |
| 14.  | Palestino            | 1,053 | 35      | 5    | 40     | 38      |
| 15.  | Santiago Wanderers   | 1,026 | 31      | 8    | 39     | 38      |
| 16.  | Curicó Unido         | 1,000 | —       | 8    | 8      | 8       |

|  | Gioca la promozione prima di un club del Primera B |